# Салахутдінова Світлана Юріївна
Салахутдінова Світлана Юріївна (нар.13 липня 1963 року, в місті Няндома Архангельської області) - актриса Приморського крайового академічного драматичного театру імені М.Горького. 
1998 -Заслужена артистка Російської Федерації .

## Біографія
У 1984 році закінчила театральний факультет Далекосхідного педагогічного інституту мистецтв за спеціальністю "Актриса драматичного театру і кіно" (майстерня Е. Д. Табачникова). 
З 1984 року і по теперішній час — артистка Приморського крайового академічного драматичного театру імені М. Гіркий. Є однією з провідних актрис театру
З 2000-го року в театрі йде "Поминальна молитва", де Салахутдінова з моменту прем'єри грає одну з головних ролей — Голди. Старший викладач кафедри акторської майстерності Далекосхідної державної академії мистецтв

## Нагороди та премії.
У 1998 році указом президента Російської Федерації присвоєно почесне звання " Заслужена артистка Російської Федерації ". 
У 2014 році удостоєна Почесної грамоти Президента Російської Федерації